# フットサルボーイズ!!!!!
『フットサルボーイズ!!!!!』は、バンダイナムコアーツ・バンダイナムコエンターテインメント・ディオメディアによるメディアミックス作品。公式略称は「サルボ」。
「本気男子応援プロジェクト」として、アニメやゲーム、キャストが出演する試合イベントと連動したメディアミックスプロジェクトである。

## 登場人物

### 恒陽学園高校
選手数たった6人のチームだが、今年は精鋭が揃っている。集まったばかりのメンバーで絆を築き日本の頂点を目指す。
大和 晴
声 - 高良崚太、木村はるか（幼少時）
背番号 - 7 / ポジション - ピヴォ / クラス - 1年A組
身長 - 169cm / 体重 - 55kg / 誕生日 - 8月20日
フットサルの初心者。幼少期にアメリカで育ち、天王寺刻成に憧れて日本に滞在する。明るくまっすぐな性格。
榊 星一郎
声 - 石森周斗
背番号 - 4 / ポジション - アラ / クラス - 1年A組
身長 - 177cm / 体重 - 60kg / 誕生日 - 1月1日
中学時代より才能を発揮し、オールラウンダーで有名な選手だが自身にも他人にも厳しいが。クールで無口。孤高な性分から連携は苦手だったが次第にチームプレイができるようになる。大和の落ち込みに苛立ちを隠せないなど次第に大和を気にかけるようになる。司令塔としても活動するがパス回しに悩むなどの現状もあり他のメンバーがチームプレイを決めるのを見て複雑に思うなどの悩みも抱えている。厳しい性格だが仲間からは信頼されており、彼が落ち込んだ時には励まそうとしていた。また、中学時代の相棒に永渡という人物がいたが、これも自分の悩みの一員ともなっている。
月丘 柊依
声 - 吉原康平
背番号 - 1 / ポジション - フィクソ / クラス - 3年B組
身長 - 181cm / 体重 - 64kg / 誕生日 - 12月24日
恒陽学園フットサル部でキャプテンを務める。1年間スペインで留学をしていた。元U-18日本代表。
幸永 椿貴
声 - 山口諒太郎
背番号 - 2 / ポジション - アラ / クラス - 3年C組
身長 - 172cm / 体重 - 58kg / 誕生日 - 1月7日
恒陽学園フットサル部で副キャプテンを務める。月丘がスペインから戻って来るまでフットサル部を支えていた。流行や機械に疎い。
南雲 竜
声 - 古田一紀
背番号 - 3 / ポジション - ピヴォ / クラス - 1年C組
身長 - 160cm / 体重 - 52kg / 誕生日 - 4月21日
明るいチームのムードメーカー。小さいことについては気にすることがない。小柄な体型だが中学の大会では得点王に輝いたこともある攻撃型選手。
天門 泰雅
声 - 坂井易直
背番号 - 5 / ポジション - ゴレイロ / クラス - 1年D組
身長 - 179cm / 体重 - 63kg / 誕生日 - 5月15日
中学時代に大会で乱闘騒ぎを起こしたことがあり、その後はフットサルを離れている。目つきが悪くコミュニケーションが苦手な元ヤン。南雲とは幼馴染で唯一の友達。
宇佐美 智
声 - 山下誠一郎
ポジション - マネージャー / クラス - 3年C組
恒陽学園フットサル部のマネージャー。月丘が戻ってくるまで幸永と共に部を支えていた。

### アーダルベルト学院高等部
財閥や官僚の子息・子女が多く通う名門校で全国大会常連の強豪チーム。しかしライバル関係にある王者・皇花山学園には、ここ数年全敗を喫しており、打倒皇花山に賭ける想いは強い。
樫良木 ルイ
声 - 峯田大夢
背番号 - 5 / ポジション - フィクソ / クラス - 3年C組
身長 - 178cm / 体重 - 68kg / 誕生日 - 8月23日
アーダルベルト学院フットサル部を率いるキャプテン。U-18日本代表選手の一人。自分の強さに誇りを持っている。
結城 心
声 - 新井雄也
背番号 - 1 / ポジション - ゴレイロ / クラス - 2年B組
身長 - 185cm / 体重 - 74kg / 誕生日 - 11月13日
ルイとは幼馴染。アーダルベルト学院フットサル部の副キャプテン。優しくチームメイトのフォローをすることが多い。
久我 巧生
声 - 村上聡
背番号 - 2 / ポジション - アラ / クラス - 3年A組
身長 - 179cm / 体重 - 63kg / 誕生日 - 10月28日
頭脳派で、アーダルベルト学院フットサル部の参謀。チームメイトにも内密で他校へ偵察に行ったりすることも多い。基本的に他人を信用していない。
花山院 快斗
声 - 馬場惇平
背番号 - 7 / ポジション - ピヴォ / クラス - 1年E組
身長 - 175cm / 体重 - 65kg / 誕生日 - 8月5日
兄が2人いる末っ子で、無邪気な甘えん坊気質だが、礼儀正しい一面ももっており老若男女誰とでもすぐに仲良くなれる。
京極 聖
声 - 宮瀬尚也
背番号 - 4 / ポジション - アラ / クラス - 1年E組
身長 - 170cm / 体重 - 59kg / 誕生日 - 6月14日
人とのコミュニケーションを面倒だと思っている省エネ主義。幼馴染の花山院快斗に対してだけは特別で、よくわがままに振り回されることもあるが、本気では嫌がらず付き合うことが多い。花山院がいないと部活にも行きたがらない。
二葉 ともえ
声 - 山本智哉
背番号 - 3 / ポジション - アラ / クラス - 2年B組
身長 - 170cm / 体重 - 61kg / 誕生日 - 2月6日
目つきが悪く怖いと誤解されがちだが、中身は『宇宙戦団ギャラクシーヒーローズ』のシリウスというキャラクターを愛する純粋なオタク男子。シリウスの俳優がフットサルを始めたことを知り、フットサルに興味を持つ。

### 桃実高校
楽しくなくちゃ意味がない!自由に楽しく生きるHAPPY PEOPLE 3年組と、振り回され気味な真面目1年生の5人チーム。昂守希を中心に友達で集まって設立したばかりで、４人が初心者のできたてHOTなフットサル部。
昂守 希　通称「のんちゃん」
声 - 佐久間貴生
背番号 - 1 / ポジション - ピヴォ / クラス - 3年2組
身長 - 175cm / 体重 - 60kg / 誕生日 - 7月3日
カッコつけの自信家バンドマン。モテたい!という本能に導かれ、友達を巻きこんでフットサルを始める。一応桃実フットサル部のキャプテン。
十河 夏輝　通称「なっちゃん」
声 - 千葉瑞己
背番号 - 7 / ポジション - ピヴォ / クラス - 3年2組
身長 - 179cm / 体重 - 62kg / 誕生日 - 8月21日
ワルノリ大好き１号。人懐っこく、とてもモテるが、中身は甘えん坊でかまってほしがり。フットサルはのんちゃんに誘われて、「のんちゃんと一緒にやるなら楽しそう♪」とはじめた。
相庭 京介　通称「あいちゃん」
声 - 浦和希
背番号 - 2 / ポジション - ゴレイロ / クラス - 3年5組
身長 - 175cm / 体重 - 59kg / 誕生日 - 2月14日
ワルノリ大好き２号。周りの人が楽しんでいるのが好きで、ボケたりお茶らけたりしていることが多い。関西出身。のんちゃんに誘われてフットサルをはじめ、守護神という言葉の響きに惹かれてゴレイロに立候補。
花村 理央　通称「理央」
声 - 多田啓太
背番号 - 15 / ポジション - ピヴォ / クラス - 3年5組
身長 - 175cm / 体重 - 58kg / 誕生日 - 9月12日
ワルノリ大好き３号。100mを11秒で走れる。SNSホリックで、みんなで撮った写真をSNSの「ピースタ」にUPしている。ちょっとミーハー。
鞍馬 雪丸　通称「雪丸」「まるまる」「雪丸先生」
声 - 上村源
背番号 - 8 / ポジション - フィクソ / クラス - 1年5組
身長 - 173cm / 体重 - 57kg / 誕生日 - 4月1日
桃実フットサル部唯一の１年生にして唯一のフットサル経験者。真面目に部活がしたいのに、全然真面目に練習しない先輩たちに振り回されがち。真面目な一方かなりのドジっ子で、日常的にドジを披露しては先輩たちにフォローされることも。

### 天ノ川学園高等学校
芸能界へ羽ばたこうとしている生徒が通う学校。学園の名を広める広告塔として校長の指示により作られたフットサル部で、集められた選手６人は「強い個人の集まりこそが最強。勝利にチームの結束は必要ない。」という思想のもと、個人技を磨くことに特化している。
桐生 蓮
声 - TAKA
背番号 - 5 / ポジション - ピヴォ / クラス - 3年シュテルンクラス
身長 - 180cm / 体重 - 68kg / 誕生日 - 11月8日
スターコース所属で、海外コレクションにも出たことのある若手モデル。チーム内でも最強の天才肌だが、ボールを蹴れればそれでいいのでチームの結束には興味がない一匹狼。
白河 瞬
声 - 岡延明
背番号 - 2 / ポジション - ゴレイロ / クラス - 3年シュテルンクラス
身長 - 183cm / 体重 - 72kg / 誕生日 - 6月28日
スターコース所属の若手モデル、万人に優しく世話焼きな性格。几帳面で、きちんとすることを心掛けている。癖の強いチームメンバーが集まっているが、一人一人の個性を理解して、なんとかチームを成立するよう努めている。花山院快斗・京極聖とは幼馴染で兄のように慕われている。
橘 藤吾
声 - 大海将一郎
背番号 - 9 / ポジション - ピヴォ / クラス - 2年ステラクラス
身長 - 172cm / 体重 - 60kg / 誕生日 - 5月10日
スターコース所属で、日舞の家元の息子。生真面目で頭の固い熱血漢。校長に恩義があるため、フットサル部の活動にも意欲的。何事にも全力で取り組む性格。
今園 彩人
声 - 森永彩斗
背番号 - 6 / ポジション - アラ / クラス - 2年エトワールクラス
身長 - 178cm / 体重 - 65kg / 誕生日 - 10月5日
スターコース所属の若手俳優。『宇宙戦団ギャラクシーヒーローズ』でシリウスを演じている。仕事中はオンモードでキラキラした笑顔を振りまいているが、プライベートのオフモードではだらしなく、やる気がない。
水無瀬 亜佐
声 - 斎藤健吏（2020年9月まで〈休養のため〉）→菊池勇成（2020年9月以降）
背番号 - 4 / ポジション - アラ / クラス - 1年ステラクラス
身長 - 169cm / 体重 - 54kg / 誕生日 - 3月6日
スターコース所属の新米アイドルで、４人組ユニット「menoe(メノー)」のひとり。皇花山学園高等部の水無瀬涼佑の弟。大人しい性格で人と関わることが苦手だが、兄が勝手に応募してアイドルになることに。何でもできる兄と比べられることがコンプレックスになっているため、自分に自信がない。
秋月 奏夜
声 - 津田拓也
背番号 - 1 / ポジション - フィクソ / クラス - 3年エスペランサクラス
身長 - 177cm / 体重 - 60kg / 誕生日 - 9月17日
ホープコース所属の音楽家。ウィーンで育ったが、家の都合で日本にやってきた。日本文化への興味が強い。自由気ままなマイペースで部活にも滅多に現れず、ミステリアスな部分が多い。

### 皇花山学園高等部
全国の頂に君臨する絶対無敵の王者。長い歴史を持つ全国制覇常連校で、特に朝比奈と天王寺の入学後は無敗を続けている。部は3軍までで構成されており、レギュラーメンバーは強者の中でも選ばれた存在。
朝比 奈碧
声 - 奥山敬人
背番号 - 5 / ポジション - ピヴォ / クラス - 3年檜組
身長 - 158cm / 体重 - 53kg / 誕生日 - 3月31日
皇花山学園フットサル部を率いるキャプテン。全国最高レベルの選手で、特に小柄な体からは想像もつかない重いシュートが特徴で決定力がある。自身がお子様ランチやスイーツが好きなことを子どもっぽいと気にしている。
天王寺 刻成
声 - 川島慶嗣
背番号 - 2 / ポジション - ピヴォ / クラス - 3年楓組
身長 - 180cm / 体重 - 70kg / 誕生日 - 12月31日
皇花山学園フットサル部の副キャプテン、U-18日本代表選手であり、その中でも圧倒的な実力の持ち主。幼いころに両親を亡くし、遠い親戚である朝比奈碧に救われた過去から、朝比奈を生きる原動力として常に優先し付き従っている。朝比奈以外に対しては冷徹。
世良 龍太朗
声 - 下川草介
背番号 - 1 / ポジション - ゴレイロ / クラス - 3年檜組
身長 - 187cm / 体重 - 82kg / 誕生日 - 7月1日
男気溢れる「男の中の男」。ストイックで自分に厳しいあまりオーバーワーク気味になってしまうことも。面倒見がよく人望が厚い。レギュラー唯一の1年である蓮美翔を何かと気にかけている。
水無瀬 涼佑
声 - 石井孝英
背番号 - 4 / ポジション - フィクソ / クラス - 2年桜組
身長 - 179cm / 体重 - 64kg / 誕生日 - 4月10日
常に笑顔で、何でもスマートにそつなくこなす優等生。弟である天ノ川学園の水無瀬亜佐を非常に可愛がっており、その溺愛ぶりは部にも知れ渡っているほど。幼少期を過ごしたスペインでガルシア・エミリオと出会い、その時に始めたフットサルを今も続けている。
ガルシア・エミリオ
声 - 小塚亮輔
背番号 - 3 / ポジション - アラ / クラス - 2年欅組
身長 - 189cm / 体重 - 81kg / 誕生日 - 7月29日
スペインから来た陽気でポジティブなムードメーカー。怖いもの知らずな性格で、天王寺刻成にも恐れずツッコミを入れることもしばしば。幼少期に仲良くしていた水無瀬涼佑ともう一度フットサルをするため、日本へ留学してきた。
蓮美 朔
声 - 木津つばさ
背番号 - 6 / ポジション - アラ / クラス - 1年梅組
身長 - 173cm / 体重 - 60kg / 誕生日 - 10月20日
皇花山のレギュラーの中で唯一の１年生。真面目な性格だが、生意気で天邪鬼。何かとかまってくる世良龍太朗には、特に生意気な対応をしがち。天王寺に絶大な憧れを寄せている。１年生ながら天王寺にそのアシスト力を見出され、レギュラーに抜擢。天王寺に貢献したい一心で練習に励んでいる。

## スタッフ
- 原作 - 鞠田マオ[14]
- キャラクターデザイン原案
  - 恒陽学園高校 - 河下水希[1]
  - アーダルベルト学院高等部 - 雪広うたこ[1]
  - 桃実高校 - たなかマルメロ[1]
  - 天ノ川学園高等学校 - 潤宮るか[1]、沙汰[1]、シラノ[1]
  - 皇花山学園高等部　- 星野リリィ[1]
- キャラクターデザイン - 石川智美[14]
- ストーリー構築 - 米村正二[14]
- 音楽 - R・O・N[14]
- 製作 - バンダイナムコアーツ、バンダイナムコエンターテインメント、ディオメディア[14]

## ゲーム
スマートフォン向けアプリゲームが『フットサルボーイズ!!!!! ハイファイリーグ』のタイトルでバンダイナムコエンターテインメントより2021年11月9日よりサービス開始。基本プレイ無料（アイテム課金制）。
主題歌「Higher Goals」は、作詞・作曲・編曲をR・O・Nが手掛け、フットサルボーイズ!!!!!選手全29名が歌っている。
2022年7月28日をもってサービスを終了した。

### 世界観
フットサルが世界的ブームとなって十数年。数々のスター選手の誕生もあり、フットサルは日本でも一躍人気のスポーツとなった。
恒陽学園、アーダルベルト学院、桃実高校、天ノ川学園、皇花山学園の５校のフットサル部も、全国の頂点を目指し全力で夢を追いかけている。

### 概要
ハイファイリーグとは日本中の高校生が集まる高校フットサルリーグのこと。
プレイヤーはハイファイリーグのマネージャーとなり、学校の垣根を越えて、リーグに所属する選手たちを応援・育成。彼らを勝利に導き、リーグの頂点「High-Five Stars」を目指そう！

### システム
夢を目指す選手たちをマネジメント。個性豊かな選手と出会い、オリジナルチームを編成できる。リーグの頂点を目指し選手の育成を行おう。
育成した選手たちと試合に挑むことができ、リーグ戦で勝利を重ねるとクラスアップできる。最上位リーグを目指して試合を行おう。
試合中はマネージャーとして熱い『応援』を届けることができる応援曲に合わせてメガホンを叩いて選手たちを応援することができる。熱い応援によって選手たちが決め技を発動する。

### ストーリー
練習や試合を行うことでストーリーを開放できる。
学校ストーリー
5校それぞれのフットサル部が勝利を目指す姿を、チームごとにカメラを当てて描く大ボリュームのシナリオ。
クロスストーリー
29人の選手同士の熱い絆や関係性がそれぞれ描かれる。
選手ストーリー
カードテーマに基づいた世界観が楽しめ、選手たちをより深く知ることができる。

## テレビアニメ
2022年1月から3月までTOKYO MXほかにて放送された。

### スタッフ（アニメ）
- 原作 - 鞠田マオ[10]
- 監督 - ひいろゆきな[10]
- シリーズ構成 - 米村正二[10]
- 潤色 - 東環妃[10]
- キャラクターデザイン原案 - 河下水希、 雪広うたこ、たなかマルメロ、潤宮るか、沙汰、シラノ、星野リリィ[10]
- キャラクターデザイン - 石川智美[10]
- 美術監督 - 魏斯曼[10]
- 美術設定 - 高橋麻穂、海津利子[10]、井戸千尋（第5話）
- 色彩設計 - 野地弘納[10]
- 撮影監督 - 伊藤康行[10]
- 3Dディレクター - 山本祐希江[10]
- 編集 - 齋藤朱里[10]
- 音響監督 - 納谷僚介[10]
- 音楽 - R・O・N[10]
- 音楽プロデューサー - 川島麻衣
- 音楽制作 - ランティス
- プロデューサー - 青戸友香、田川智美、渕江麻衣子、中島保裕
- アニメーションプロデューサー - 天野翔太
- アニメーション制作 - ディオメディア[10]
- 製作 - フットサルボーイズ!!!!!プロジェクト（バンダイナムコアーツ、バンダイナムコエンターテインメント、ディオメディア、ライブ・ビューイング・ジャパン、グッドスマイルカンパニー）

### 主題歌
OP・EDともに作詞・作曲・編曲はR・O・N。
「BRAVE MAKER」
佐久間貴生によるオープニングテーマ。
「Pianissimo」
STEREO DIVE FOUNDATIONによるエンディングテーマ。

### 各話リスト
| 話数   | サブタイトル               | オリジナル脚本 | 絵コンテ              | 演出                  | 作画監督 | 総作画監督                          | 初放送日      |
| ------ | -------------------------- | -------------- | --------------------- | --------------------- | --- | ----------------------------------- | ------------- |
| 第1話  | 夢、キックオフ！           | 米村正二       | 爽田夏央              | 小唐子紋次郎          | An Seok Park Changhwan Kim Giyeop Mubon Hyeong Jun Jeon Hyun Jin Ryu Joong Hyeon Kim Ji Eun Kim Min Hee                   | 鶴田眸                              | 2022年 1月9日 |
| 第2話  | 司令塔・榊？               | 福嶋幸典       | 竹内光子 吉川浩司     | 胡蝶蘭あげは          | Mubon Hyeong Jun Jeon Hyun Jin Ryu Joong Hyeon Kim Ji Eun Kim Min Hee                                                     | 鶴田眸 本多美乃 松本麻友子 井出直美 | 1月16日       |
| 第3話  | 初戦！アーダルベルト       | 藤田伸三       | 爽田夏央              | ひいろゆきな          | 前田恭佑 本田辰雄 An Seok Park Changhwan Kim Giyeop Mubon Hyeong Jun Jeon Hyun Jin Ryu Joong Hyeon Kim Ji Eun Kim Min Hee | 鶴田眸 本多美乃 松本麻友子 井出直美 | 1月23日       |
| 第4話  | 泰雅と竜                   | 米村正二       | 爽田夏央              | ひいろゆきな          | An Seok Park Changhwan Kim Giyeop Mubon Hyeong Jun Jeon Hyun Jin Ryu Joong Hyeon Kim Ji Eun Kim Min Hee                   | 本多美乃 松本麻友子 井出直美        | 1月30日       |
| 第5話  | 消えない過去               | 福嶋幸典       | まついひとゆき        | 赤叉汰那              | 大村将司 本田辰雄 Jang Min-Ho Mubon Hyeong Jun Jeon Hyun Jin Ryu Joong Hyeon Kim Ji Eun Kim Min Hee                       | 鶴田眸 本多美乃 井出直美 松本麻友子 | 2月6日        |
| 第6話  | 超える！                   | 藤田伸三       | まついひとゆき        | 小唐子紋次郎          | 本田辰雄 Mubon Hyeong Jun Jeon Hyun Jin Ryu Joong Hyeon Kim Ji Eun Kim Min Hee Kim Myeongsim                              | 鶴田眸 本多美乃 井出直美 松本麻友子 | 2月13日       |
| 第7話  | きらめく星々！天ノ川学園！ | 米村正二       | 竹内光子 吉川浩司     | 赤叉汰那              | 本田辰雄 Mubon Hyeong Jun Jeon Hyun Jin Ryu Joong Hyeon Kim Ji Eun Kim Min Hee                                            | 本多美乃 井出直美 松本麻友子        | 2月20日       |
| 第8話  | WE ARE FUN☆TASISTA         | 福嶋幸典       | もりたけし            | 胡蝶蘭あげは          | 大村将司 本田辰雄 Mubon Hyeong Jun Jeon Hyun Jin Ryu Joong Hyeon Kim Ji Eun Kim Min Hee Lim soo gyeong                    | 鶴田眸 本多美乃 井出直美 松本麻友子 | 2月27日       |
| 第9話  | チームプレイ               | 藤田伸三       | 小唐子紋次郎 安藤真帆 | 小唐子紋次郎          | 本田辰雄 Mubon Hyeong Jun Jeon Hyun Jin Ryu Joong Hyeon Kim Ji Eun Kim Min Hee Lim soo gyeong Kim gi yeb Lee seok yun     | 本多美乃 井出直美 松本麻友子        | 3月6日        |
| 第10話 | 失いたくないもの           | 米村正二       | きみやしげる          | 安藤真帆              | 本田辰雄 Mubon Hyeong Jun Jeon Hyun Jin Ryu Joong Hyeon Kim Ji Eun Kim Min Hee Jang Min-Ho                                | 鶴田眸 本多美乃 井出直美 松本麻友子 | 3月13日       |
| 第11話 | 消せない記憶               | 藤田伸三       | きみやしげる          | ひいろゆきな 赤叉汰那 | Lee seong yun Cho mi jeong Jang Min-Ho                                                                                    | 本多美乃 井出直美 松本麻友子        | 3月20日       |
| 第12話 | ゆずれない夢               | 福嶋幸典       | まついひとゆき        | ひいろゆきな 安藤真帆 | 本田辰雄 Lee seong yun Cho mi jeong Kim gi yeob                                                                           | 本多美乃 井出直美 松本麻友子        | 3月27日       |

### 放送局
| 放送期間                | 放送時間                     | 放送局   | 対象地域   | 備考                  |
| ----------------------- | ---------------------------- | -------- | ---------- | --------------------- |
| 2022年1月9日 - 3月27日  | 日曜 23:00 - 23:30           | TOKYO MX | 東京都     |                       |
| 2022年1月12日 - 3月30日 | 水曜 0:30 - 1:00（火曜深夜） | BS11     | 日本全域   | BS放送 / 『ANIME+』枠 |
|                         | 水曜 2:30 - 3:00（火曜深夜） | 毎日放送 | 近畿広域圏 | 『アニメ特区』第1部   |

| 配信開始日    | 配信時間           | 配信サイト |
| ------------- | ------------------ | --- |
| 2022年1月9日  | 日曜 23:00 - 23:30 | ABEMA |
|               | 日曜 23:30 更新    | Amazon Prime Video MBS動画イズム GYAO!ストア J:COMオンデマンド TELASA DMM.com ニコニコチャンネル バンダイチャンネル ひかりTV ビデオマーケット music.jp milplus ムービーフル Rakuten TV HAPPY動画 |
| 2022年1月16日 | 日曜 12:00 更新    | アニメ放題 auスマートパスプレミアム dアニメストア FOD U-NEXT GYAO! TVer |
|               | 日曜 22:00 - 22:30 | ニコニコ生放送 |

### BD / DVD
| 巻 | 発売日        | 収録話          | 規格品番  | 規格品番  |
| 巻 | 発売日        | 収録話          | BD限定版  | DVD限定版 |
| -- | ------------- | --------------- | --------- | --------- |
| 1  | 2022年4月27日 | 第1話 - 第2話   | BCXA-1703 | BCBA-5112 |
| 2  | 2022年5月27日 | 第3話 - 第4話   | BCXA-1704 | BCBA-5113 |
| 3  | 2022年6月24日 | 第5話 - 第6話   | BCXA-1705 | BCBA-5114 |
| 4  | 2022年7月27日 | 第7話 - 第8話   | BCXA-1706 | BCBA-5115 |
| 5  | 2022年8月26日 | 第9話 - 第10話  | BCXA-1707 | BCBA-5116 |
| 6  | 2022年9月28日 | 第11話 - 第12話 | BCXA-1708 | BCBA-5117 |